# Fityisz

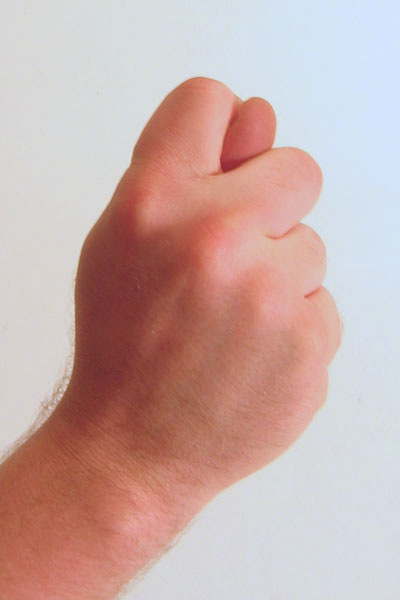
Fityisz

A fityisz a hüvelykujj hegyének kidugása a mutató- és középsőujj között, mely a tagadás egyfajta csúfondáros jelzése a török és szláv kultúrákban. Korábban „fügét mutat” elnevezéssel volt használatos, illetve egyes nyelveken még most is.
A fityiszhez kapcsolódó mondókát Magyarország-szerte ismeri minden gyermek. A mondóka közben ujjainkat nyitogatjuk, csukogatjuk, míg a végén fityiszt mutatunk.
Ökölbe szorított kézzel kezdjük.
"Kinyitom a ládát - hüvelykujjunkat felemeljük,
kiveszem a rongyot, - mutatóujjunkat is kinyújtjuk,
becsukom a ládát, - hüvelykujjunkat visszazárjuk,
ráteszem a rongyot." - mutatóujjunkat rátesszük bezárt hüvelykujjunkra.

## Nyelvi változatok
- török: nah
- fehérorosz: дуля
- ukrán: дуля
- orosz: кукиш, шиш, дуля, фига, фиг
- szerb: šipak (шипак)
- lengyel: figa
- cseh: fík
- szlovén: fig
- szlovák: figa

## Eredet
Eredetének egyik magyarázata szerint Rőtszakállú Frigyes idejéből származhat, amikor megbüntette Milánó lakóit, amiért kiutasították a városból feleségét. Büntetésül azt rótta ki rájuk, hogy egy öszvér farából úgy kellett kihúzniuk, majd visszadugniuk egy szem fügét, hogy a kezüket nem használhatták.
Egy korábbi magyarázat azt mondja, hogy az ókori rómaiak és görögök szokása volt, hogy a gonosz ártó szellemek ellen elővillantották hátsó felüket, vagy ha erre épp nem volt mód, akkor egy fügét. Később a mozdulatot már embereknek is kezdték mutogatni, azt jelezvén, hogy valamiért gonosznak tartják őket.
Olaszországban a jelzést egy általános és nagyon durva gesztusként használták az elmúlt századokban, a középső ujj felmutatáshoz hasonló jelentéssel, de napjainkra kiment a divatból. Dante Isteni színjátékában még fellelhető volt használata (Inferno, XXV. ének).